# L'Été dernier
L'Été dernier je francouzský dramatický film z roku 2023, který režírovala Catherine Breillat podle filmu Srdcová královna od May el-Toukhy z roku 2019. Snímek měl světovou premiéru na filmovém festivalu v Cannes dne 25. května 2023.

## Děj
Anne je právnička specializující se na sexuální násilí na nezletilých. Když potká 17letého syna svého partnera, začne s ním incestní vztah. Riskuje tím ohrožení své kariéry a ztrátu rodiny. Postupem času se vztah ukazuje jako destruktivní a pro dospívajícího extrémně škodlivý.

## Obsazení
| Léa Drucker             | Anne                 |
| Samuel Kircher          | Théo                 |
| Olivier Rabourdin       | Pierre               |
| Clotilde Courau         | Mina                 |
| Serena Hu               | Serena               |
| Angela Chen             | Angela               |
| Romane Violeau          | první klientka Anny  |
| Lilas-Rose Gilberti     | Sara, klientka Anny  |
| Jean-Christophe Pilloix | otec Sary            |
| Jérôme Kircher          | přítel Anny a Pierra |
| Valérie Schlumberger    | host                 |
| Benjamin Magnard        | host                 |
| Karim Achoui            | advokát Théa         |
| Marie Lebey             | sekretářka           |

## Ocenění
- César: nominace v kategoriích nejlepší režie (Catherine Breillat), nejlepší herečka (Léa Drucker), nejslibnější herec (Samuel Kircher), nejlepší adaptace (Catherine Breillat)